# Burren Nationalpark
Burren Nationalpark (irsk: Páirc Náisiúnta Bhoirne) er en af seks nationalparker i Irland, administreret af National Parks and Wildlife Service. Det dækker en lille del af Burren, et karstlandskab i County Clare på vestkysten.
Burren Nationalpark blev grundlagt og åbnet for offentligheden i 1991. Den byder på 1.500 hektar bjerge, moser, heder, græsarealer og skove. Parken er den mindste af Irlands nationalparker.